# Autoritatea Navală Română
Autoritatea Navală Română (ANR), aflată în subordinea Ministerului Transporturilor, este o instituție publică cu finanțare extrabugetară, cu personalitate juridică, înființată prin fuziunea Inspectoratului Navigației Civile cu Regia Autonomă „Registrul Naval Român”.
În mai 2010, organigrama ANR cuprindea 734 de posturi aprobate la nivel de țară din care un număr de 35 erau vacante.
În anul 2009, Autoritatea Navală Română a înregistrat venituri de 63,2 milioane lei, iar în anul 2008 a avut venituri de 61,7 milioane lei.